# 斯捷帕尼夫卡 (博布里涅茨區)
48°3′29″N 32°20′48″E / 48.05806°N 32.34667°E
斯捷帕尼夫卡（烏克蘭語：Степанівка），是烏克蘭中部的村莊，隸屬基洛夫格勒州的克羅皮夫尼茨基區。該村面積0.42平方公里，海拔高度118米，2001年人口69，人口密度每平方公里163.5人。